# كويك ستيب

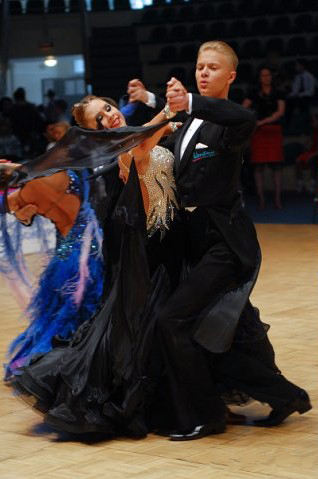
كويك ستيب

كويك ستيب (بالإنجليزية: Quickstep)‏ هي رقصة فاتحة للرقصات القياسية في قاعة الرقص. حركة الرقص سريعة وتتدفق بقوة ورشها بالمزامنة. الألحان المتفائلة التي يتم رقصتها بسرعة لجعلها مناسبة لكل من الأحداث الرسمية وغير الرسمية. تم تطوير Quickstep في عشرينيات القرن العشرين في مدينة نيويورك وتم رقصه لأول مرة من قبل الراقصين الكاريبيين والأفارقة. تتكون أصولها من مزيج بطيء من الفوكستروت إلى جانب تشارلستون، وهي رقصة كانت من أوائل ما يسمى اليوم بالرقص المتأرجح.